# Parlamentní volby ve Finsku 1929
Parlamentní volby konané 1. – 2. července 1929 ve Finsku byly 13. volbami do finského parlamentu. Výrazně je ovlivnilo rozhodnutí předchozí vlády Oskara Mantera nenavýšit mzdy státním zaměstnanců. Strany, které se zasazovaly o plošné přidání (agrárníci, komunisté) ve volbách posílily. Naopak strany, které se stavěly zdrženlivě k dalším výdajům ze státní poklady kvůli počínající Velké hospodářské krizi (Národní koalice a Národní pokroková strana) odešly z voleb se ztrátami. Agrárníci po volbách složili menšinovou vládu s premiérem Kyöstem Kalliem.

## Předchozí události
Od prosince 1928 byl u moci kabinet premiéra Mantera. Jednalo se o menšinový kabinet, který tvořilo všech 10 zvolených poslanců Národní pokrokové strany. Kabinet si dal za cíl navýšit platy státním úředníkům, ale narazil na neochotu dalších pravicových stran. Finsko zasáhly v létě 1928 výrazná sucha a z toho plynoucí neúroda. Zadrhl se vývoz dřeva, když zaplavil trh Sovětský svaz. Celé situaci nepřispěly ani stávky přístavních dělníků. Premiér spojil schválení zvýšení platů s důvěrou vlády. Zákon neprošel a prezident Relander rozpustil parlament a vyhlásil nové volby. Samotné neschválení zákona obvykle nebylo impulsem pro vypsání nových voleb, prezident ale chtěl potrestat rozhádané pravicové strany, které nebyly schopné najít společnou řeč. 

## Volební výsledky
Volební účast byla 55,6 %, což bylo o 0,2 % méně než v předchozích volbách. Jedná se o nejmenší volební účast při finských parlamentních volbách vůbec. Nejvíce hlasů získali sociální demokraté, ale díky volebním zákonům nakonec měli agrárníci o jednoho poslance v parlamentu více. Bylo to poprvé, kdy volby vyhrál někdo jiný než sociální demokraté. Celkově posílily strany prosazující zvyšování platů ve státní sféře. Odpůrci (Národní koalice, Národně pokroková strana) ztratili dohromady 9 křesel. 
| Politická strana | Politická strana                                                | Hlasy v % (změna) | Hlasy v % (změna) | Mandáty (změna) | Mandáty (změna) |
| ---------------- | --------------------------------------------------------------- | ----------------- | ----------------- | --------------- | --------------- |
|                  | Agrární svaz (ML)                                               | 26,15             | ▲ +3,59           | 60              | ▲ +8            |
|                  | Finská sociálně demokratická strana (SPD)                       | 27,36             | ▼ −0,94           | 59              | ▼ -1            |
|                  | Národní koaliční strana (KOK)                                   | 14,51             | ▼ −3,23           | 28              | ▼ -6            |
|                  | Volební sdružení socialistického dělnictva a malorolníků (STPV) | 13,47             | ▲ +1,39           | 23              | ▲ +3            |
|                  | Švédská lidová strana (RKP)                                     | 11,45             | ▼ −0,75           | 23              | ▼ -1            |
|                  | Národní pokroková strana (ED)                                   | 5,60              | ▼ −1,16           | 7               | ▼ -3            |

## Sestavování vlády
Prezident i přes silné antipatie k vůdci agrárníků, Kyöstimu Kalliovi, ho pověřil sestavením vlády. Kallio složil menšinovou vládu pouze ze zástupců agrárníků a ujal se úřadu v srpnu 1929. Kabinet vládl do července 1930. Celá jeho vláda byla poznamenána vyostřujícími se střety mezi komunisty a nově vzniklým antikomunistickým Lapuaským hnutím. Nakonec parlament schválil v půlce roku 1930, který zakázal veškeré komunistické svazy a organizace. 